# برنامه‌ریزی توسعه تولید
برنامه‌ریزی توسعه تولید (که با عنوان GEP نیز شناخته می‌شود) به یافتن یک راه حل بهینه برای مسئلهٔ برنامه‌ریزی که در آن نصب واحدهای تولید جدید با برآورده کردن محدودیت‌های فنی و اقتصادی می‌گویند. برنامه‌ریزی توسعه تولید به دلیل ماهیت وسیع، بلندمدت و غیرخطی واحدهای تولید یک مسئلهٔ چالش‌برانگیز است. به دلیل کمبود اطلاعات، شرکت‌ها مجبورند این مشکل را در یک محیط پرمخاطره حل کنند زیرا رقابت بین شرکت‌های تولید کننده برای به حداکثر رساندن منافع آن‌ها باعث می‌شود تا استراتژی‌های خود را پنهان کنند. در چنین شرایط مبهمی، راه حل‌های مختلف غیرخطی برای حل این مسئلهٔ پیچیده پیشنهاد شده‌است. این راه حل‌ها براساس استراتژی‌های مختلفی از جمله: نظریهٔ بازی‌ها، مدل بازی دو سطحی، سیستم چند عامله، الگوریتم ژنتیک، بهینه‌سازی ازدحام ذرات انجام می‌شود.